# Wake of the Flood
Wake of the Flood ist das sechste Studioalbum der Band Grateful Dead und somit das zehnte insgesamt.

## Geschichte
Das Album wurde vom 4. August bis zum 7. September 1973 aufgenommen und am 15. Oktober desselben Jahres erstveröffentlicht.
Nachdem Grateful Dead den Vertrag mit Warner Bros. Records erfüllt hatte, nahm sie dieses Album zum ersten Mal mit dem eigenen Label Grateful Dead Records auf. Das Label wurde eigentlich nur gegründet, um nach Konzerten außerhalb der Konzerthalle Alben zu verkaufen und Merchandising zu vertreiben. Das Label wurde bis 1976 betrieben, bis die Band einen Vertrag mit Arista Records unterschrieb.
Neben Grateful Dead Records gründete die Band zeitgleich Round Records. Ersteres sollte für Gruppen-, zweiteres für Soloprojekte sein.
Somit war Wake of the Flood das erste Album, bei dem die Band nicht nur für die Aufnahmen, sondern auch noch für die Herstellung und Vermarktung zuständig war. Die Fans wurden über das neue Album mit einem Newsletter informiert.
Seit American Beauty hat die Band nur Livealben veröffentlicht, so dass Wake of the Flood das erste Studioalbum seit drei Jahren war.
Keith Godchaux war nach dem Tod Ron McKernans alleine für das Keyboard zuständig.
Wie schon bei den vorherigen Studioalben, wurden die eingespielten Songs vorher bei Konzerten getestet und dem Bedarf angepasst. Grateful Dead testete einige der Songs in einem Zeitraum von sechs Monaten bei jedem Konzert und Live-Auftritt und änderte sie um, bevor sie im Studio eingespielt wurden.
1995 wurde das Album erneut als CD veröffentlicht, bevor 2004 eine überarbeitete Version der sieben Lieder und drei Zusatzlieder von Rhino Records für das Boxset Beyond Description (1973-1989) auf den Markt gebracht, die dann auch 2006 als einzelne CD veröffentlicht wurden.
Als Singles wurden „Let Me Sing Your Blues Away“/„Here Comes Sunshine“ und „Eyes Of The World“/„Weather Report Suite Part 1“ vom Album veröffentlicht.

## Erfolge
In den Billboard Charts erreichte das Album den Platz 18.

## Trackliste

### 1973 LP

#### Seite 1
1. „Mississippi Half-Step Uptown Toodleloo“ (Hunter, Garcia) – 5:45
2. „Let Me Sing Your Blues Away“  (Hunter, Godchaux) – 3:17
3. „Row Jimmy“ (Hunter, Garcia) – 7:14
4. „Stella Blue“ (Hunter, Garcia) – 6:26

#### Seite 2
1. „Here Comes Sunshine“ (Hunter, Garcia) – 4:40
2. „Eyes of the World“ (Hunter, Garcia) – 5:19
3. „Weather Report Suite“ – 12:52

- „Prelude“ (Weir)
- „Part I“ (Bob Weir, Eric Anderson)
- „Part II (Let It Grow)“  (Barlow, Weir)

### Bonus 2004
1. „Eyes of the World“ (live) – 17:05
2. „Weather Report Suite“ (Demo (akustisch)) – 12:40
3. „China Doll“ (outtake) (Garcia, Hunter) – 4:02